# Яшчилан
Яшчилан (также Йашчилан) (юк. Yaxchilán — букв. «зелёные камни») — бывший город цивилизации майя.

## Общие сведения
Расположен на реке Усумасинта на территории современного штата Чьяпас в Мексике. Яшчилан известен большим количеством скульптур.
В древности город, по-видимому, назывался Исанканак (Izancanac). Иногда упоминается под названиями Менче (Menché) и «город Лорийяра» (Ciudad Lorillard) в честь Пьера Лорийяра, который финансировал экспедицию по землям цивилизации майя.

## Архитектура
Яшчилан известен своей монументальной архитектурой и красивой скульптурой. Именно это привлекает к нему туристов. В центре Яшчилана было расположено несколько площадей и акрополь. В общем числе в центре города было до 160 зданий. О раннеклассическом внешнем виде Яшчилана почти ничего не известно, самым ранним известным монументом Яшчилана является Стела 27, она была поставлена примерно 18 октября 514 года царем Таб-Баламом I и восстановлена в поздний классический период. Стела 27 является уникальным примером восстановления в позднеклассическом периоде повреждённой ранее стелы.

## Яшчилан в древности
Йат-Балам, основатель династии, взошёл на престол 2 августа 320 года, когда Яшчилан был небольшим городом. Город-государство постепенно рос и превратился в региональный центр, а династия правила до начала IX века. Максимального влияния город достиг при правлении царя по имени Ицамнах-Балам III, который умер в возрасте 62 лет в 742 году.
Яшчилан был важным городом цивилизации майя в классический период и доминировал в области Усумасинта, подчинив себе такие города, как Бонампак (Царство Шукальнах). Длительное время был союзником города Пьедрас-Неграс на территории современной Гватемалы, и некоторое время — также Тикаля.
Соперничал с Паленке, против которого вёл войну в 654 году.

## Современный Яшчилан
Первое современное упоминание о развалинах содержится в сообщении Хуана Галиндо 1833 г. Изучение города началось в последние годы XIX в., когда впервые были опубликованы его рисунки и фотографии.
Доступ к Яшчилану затруднён — до недавнего времени в радиусе 150 км от него не существовало шоссейных дорог. До города можно было добраться лишь на лодке или на небольшом самолёте. С тех пор, как в 1990-е годы мексиканское правительство построило шоссе вдоль границы с Гватемалой, Яшчилан стали посещать туристы. Существуют два маршрута. Первый: от Паленке по Южному приграничному шоссе до Чанкалы, оттуда свернуть на Фронтеру-Коросаль, расположенную рядом с Яшчиланом и далее по реке Усумасинта. Второй: самолётным рейсом из Паленке, Окосинго или Комитана.
- Деталь стены № 53, Национальный музей антропологии в Мехико
- Деталь стены, изображающая Кукулькана.